# Thymelaea velutina
Thymelaea velutina är en tibastväxtart som först beskrevs av Pierre André Pourret de Figeac och Jacques Cambessèdes, och fick sitt nu gällande namn av Stephan Ladislaus Endlicher. Thymelaea velutina ingår i släktet sparvörter, och familjen tibastväxter. Inga underarter finns listade i Catalogue of Life.